# Frank Keppeler
Frank Keppeler (* 26. Juni 1973 in Köln) ist ein deutscher Rechtsanwalt und hauptamtlicher Bürgermeister (CDU) in Pulheim, Rhein-Erft-Kreis, Nordrhein-Westfalen.

## Leben
Nach der Grundschulzeit in Pulheim besuchte Keppeler das Norbert-Gymnasium in Knechtsteden bei Dormagen. Nach dem Abitur 1992 begann er mit dem Jurastudium an der Universität zu Köln. Seine beiden Staatsexamen absolvierte er 1997 und 2001; die Verwaltungsstation seines Rechtsreferendariats absolvierte er in Pulheim. Danach erhielt er seine Zulassung beim Landgericht Köln und dem Amtsgericht Bergheim. 2006 kam die Zulassung beim Oberlandesgericht Köln hinzu. Keppeler machte sich als Rechtsanwalt in Pulheim selbstständig.
Seit den 1990er Jahren engagiert er sich in der CDU und war von 1999 bis 2009 Mitglied des Stadtrates.
Am 30. August 2009 wurde Keppeler zum Bürgermeister der Stadt Pulheim gewählt. Das Amt trat er am 21. Oktober 2009 als Nachfolger von Karl August Morisse an. Bei der Wahl am 13. September 2015 wurde er im ersten Wahlgang mit einem Ergebnis von 52,58 % zum ersten Mal, am 27. September 2020 in einer Stichwahl mit 55,11 % zum zweiten Mal wiedergewählt.
Frank Keppeler und seine Ehefrau haben zwei Kinder.